# 生化危機系列
惡靈古堡系列是由卡普空公司推出，以恐怖驚悚、射击、生存為主要内容的電子遊戲系列。除電子遊戲外，還有電影、漫畫、小說、音樂劇等跨媒體的改編作品。截至2020年6月，該系列的全球總出貨數已达到了1億套，為卡普空首個達到1億套出貨的遊戲系列，亦是全球最暢銷的恐怖遊戲系列。

## 名称
“Biohazard”（生物危害）指的是会对人类及动物有危害的生物或生物性物质。在该游戏中，它涉及了病毒、真菌、寄生虫以及被这些病原体感染的生物体。尽管这个名称在中國大陸及港澳地区被翻译为“生化危机”，但劇情并不涉及化学武器或生物化学，而是围绕生物武器展开。
该游戏发布时，已有一款DOS游戏以及一支紐約龐克乐队使用了这个名字，因此该系列的海外版本被迫更名为“Resident Evil”。在中国大陆和香港，游戏以其日本版名称“Biohazard”被译为“生化危机”，在台湾则依照歐美版名称“Resident Evil”被译为“恶灵古堡”。

## 歷史
| 1996 | 惡靈古堡                    |
| 1997 |                             |
| 1998 | 惡靈古堡2                   |
| 1999 | 生化危機3 最終逃脫          |
| 2000 | 生化危机 枪下游魂           |
| 2000 | 生化危機 聖女密碼           |
| 2001 | 生化危机 外传               |
| 2001 | 槍下遊魂2 生化危機 聖女密碼 |
| 2002 | 惡靈古堡（重製）            |
| 2002 | 惡靈古堡0                   |
| 2003 | 槍下遊魂4 生化危機 英雄不死 |
| 2003 | 生化危機 逃出生天           |
| 2004 | 生化危機 逃出生天 File2     |
| 2005 | 惡靈古堡4                   |
| 2006 |                             |
| 2007 | 生化危機 安布雷拉編年史     |
| 2008 |                             |
| 2009 | 惡靈古堡5                   |
| 2009 | 生化危機 黑暗面編年史       |
| 2010 |                             |
| 2011 | 惡靈古堡 傭兵 3D            |
| 2012 | 生化危机 启示录             |
| 2012 | 生化危机 浣熊市行动         |
| 2012 | 惡靈古堡6                   |
| 2013 |                             |
| 2014 |                             |
| 2015 | 生化危机 启示录2            |
| 2016 | 生化危机 安布雷拉军团       |
| 2017 | 生化危機7 惡靈古堡          |
| 2018 |                             |
| 2019 | 惡靈古堡2（重製）           |
| 2020 | 惡靈古堡3（重製）           |
| 2021 | 惡靈古堡 村莊               |
| 2022 |                             |
| 2023 | 惡靈古堡4（重製）           |
| 2024 |                             |
| 2025 |                             |
| 2026 | 惡靈古堡 安魂曲             |

生化危機系列第一款作品於1996年在PlayStation主機上推出。遊戲上市後在銷售和評價方面表現良好，開創恐怖遊戲先河。1998年卡普空推出續作《生化危機2》，收获巨大成功。緊接著1999年推出《生化危機3》。之後Dreamcast主機的推出，使畫面表現有更多的發揮，而本系列的外傳作品《生化危機 聖女密碼》於2000年在Dreamcast主機上推出，原本是該平台的獨佔作品，並將全系列向Dreamcast移植，但於2001年卡普空在將遊戲內容加強後，重新推出了《生化危機 聖女密碼完全版》，並同時推出Dreamcast和PlayStation 2版本。
雖然卡普空曾經表示下一部本篇作品會在PlayStation 2上推出，但系列創始者和製作人三上真司決定讓《生化危機》系列成為任天堂GameCube主機的獨佔作品。因此接下來的三款遊戲在發行時僅推出GameCube版本，分別為：《生化危機》一代的重製版、《生化危機0》（原本預計在任天堂64主機上推出），以及《生化危機4》。此外卡普空也將之前在其他平台推出的系列作品移植到GameCube上。一代的重製版和《生化危機0》在2002年推出。雖然任天堂之間有獨佔作品協議，但卡普空還是在PlayStation 2上推出了幾款與主要系列無關的附加作品（Spin-offs）。GameCube的《生化危機4》於2005年上市，但是不久後卡普空還是宣佈將會推出PlayStation 2版本，並在加入新要素後於同年上市。另外，Windows的移植版在2007年5月推出，而採用動作感測方式操縱的Wii版本則在同年的6月上市。

### 系列誕生
當初任職於卡普空第四開發部的三上真司，在負責新進人員教育期間的空檔，決定製作一款恐怖冒險遊戲。主題是「盡量避免在畫面上顯示生命計量表，希望能夠有如電影般的恐怖感」。在剛開始的半年內，三上一直是獨自進行遊戲的開發，之後和同公司負責製作《甜蜜之家》的團隊合作，慢慢的發展遊戲計畫，也加入了一些《甜蜜之家》之中的表現要素，例如「開門」等。在開發初期原本計畫將遊戲背景以即時運算的3D表現，但由於PlayStation硬體能力的限制，因此最後改成使用靜態的單張背景畫面。而這樣的改變也讓遊戲更具有電影般的恐怖感。最後作品終於在1996年3月於PlayStation上推出，創造了百萬套銷售記錄。

### 平台變遷
幾乎所有主要的遊戲主機上都曾推出過《生化危機》系列的作品，而卡普空也曾兩度宣佈將單一作品或整個系列定為某款主機的獨佔作品。
《生化危機 聖女密碼》原本預計在世嘉土星主機上推出，製作人三上真司在1998年宣佈將改為在Dreamcast平台上繼續開發，並和世嘉合作，於2000年2月發售。由於卡普空僅負責《聖女密碼》的美術設定和系統監督，實質的開發工作是由世嘉的子公司「Nextech Corporation」負責，因此《聖女密碼》僅會在Dreamcast上發行。開發過程中，三上也決定將二代和三代移植到Dreamcast。
后来因为销量不如理想，卡普空希望能將《聖女密碼》移植到其他平台。但由於之前和世嘉的獨佔作品協議，卡普空在加入了10多分钟的新剧情动画之后，重新在Dreamcast和PlayStation 2上推出《聖女密碼完全版》。
不久之後，由三上真司親自和任天堂的首席遊戲設計師宮本茂達成協議，發表了生化危機系列在任天堂GameCube主機上的獨佔遊戲計畫（此计划的代号被称作“rebio”），包括重新製作《生化危機》一代、將《生化危機0》的平台由任天堂64改為GameCube、推出新作《生化危機4》，以及發行前作的移植版本。

### Rebio计划
Rebio仅代表这个计划的代号，两款产品成品名称仍然为《生化危机0》和《生化危机》。
由于重制的《生化危机》复刻版（GameCube《生化危机》）发售之后，这个计划代号便浮出水面，所以更多的人以为这个代号是为GameCube《生化危机》设立的，而事实上《生化危机0》也是这一计划的重要角色。
重製的《生化危機》於2002年3月發售，遊戲沿用了PlayStation版的故事基礎，大幅改善貼圖及光源效果，並重新設計人物及場景。遊戲推出後，全球的銷售量超過120萬套，讓卡普空對於整個獨佔計畫和接下來要發售的《生化危機0》充滿信心。
《生化危機0》在2002年11月推出後銷售不如預期，發行首日僅售出12,000套。卡普空開始擔心續作《生化危機4》的銷售量，並且重新考慮將系列作品轉換平台的可能。但製作人三上真司並未因此而放棄支持GameCube，相反的他更積極的投入製作更多GameCube的遊戲作品，包括《P.N.03》、《完美超人Joe》、《杀手7》及之後終止開發的《死亡鳳凰》（Dead Phoenix）。但最後由於《P.N.03》銷售嚴重失敗，在2004年三上真司決定重新擔任《生化危機4》的監督，並且大幅更改四代的系統。
其後，由於卡普空業績下滑，加上GameCube主機和《生化危機0》的銷售數字未如理想，因此卡普空希望三上真司放棄《生化危機》的GameCube獨佔計畫，但三上表示反對。2004年11月1日，《生化危機4》GameCube版本發售約兩個半月前，卡普空在未得到三上真司的同意下，宣佈預計將《生化危機4》移植到PlayStation 2上，破壞了與任天堂之間的協議，同時決定三上真司不會擔任移植版本的遊戲監督，改由松下邦臣負責，並由稻船敬二擔任執行製作人。之後三上離開第四開發部，被調職至卡普空全資擁有的四叶草工作室，自此不再負責《生化危機》系列的開發。

### 三上離職
在三上真司離開卡普空之後，竹內潤接手《惡靈古堡5》的初期策劃及開發，遊戲开始被加入更多的動作冒險遊戲成分。雖然《惡靈古堡5》发售之后，其銷量是《惡靈古堡系列》的一个新高，不過系列前制作人三上真司仍然表示不會去玩这款作品，并且以「失望」來评价該作。他同时強調《生化危机》系列必须加入更多的创新，才能真正地发展下去。
《惡靈古堡6》的開發工作不再由竹內潤负责，而转由小林裕幸負責。

## 作品列表

### 本篇
| 中文名稱           | 日文標題 | 英文標題 | 年份   | 原始平台                                   | 移植平台                                              |
| ------------------ | -------- | -------- | ------ | ------------------------------------------ | ----------------------------------------------------- |
| 生化危机           |          |          | 1996年 | PS                                         | Windows、SS、NDS                                      |
| 生化危機2          |          |          | 1998年 | PS                                         | Windows、N64、DC、NGC                                 |
| 生化危機3 最終逃脫 |          |          | 1999年 | PS                                         | Windows、DC、NGC                                      |
| 生化危機 聖女密碼  |          |          | 2000年 | DC                                         | PS2、NGC、PS3、Xbox 360                               |
| 生化危機0          |          |          | 2002年 | NGC                                        | Wii、Windows、PS3、PS4、Xbox 360、Xbox One            |
| 生化危機4          |          |          | 2005年 | NGC                                        | PS2、Windows、Wii、iOS、PS3、Xbox 360 、Switch        |
| 生化危機5          |          |          | 2009年 | PS3、Xbox 360                              | Windows、PS4、Xbox One、Switch                        |
| 生化危機 啟示      |          |          | 2012年 | 3DS                                        | PS3、Xbox 360、 Wii U、Windows、PS4、Xbox One、Switch |
| 生化危機6          |          |          | 2012年 | PS3、Xbox 360                              | Windows、PS4、Xbox One、Switch                        |
| 生化危机 启示录2   |          |          | 2015年 | PS3、Xbox 360、PS4、Xbox One、Windows      | PSV、Switch                                           |
| 生化危機7 惡靈古堡 |          |          | 2017年 | PS4、Xbox One、Windows                     | Switch(Cloud)、iOS (2024年7月2日）                    |
| 惡靈古堡 村莊      |          |          | 2021年 | PS5、Xbox Series X、PS4、Xbox One、Windows | macOS、iOS、Switch(Cloud)                             |
| 惡靈古堡 安魂曲    |          |          | 2026年 | PS5、Xbox Series X/S、Windows              |                                                       |

生化危機5
《生化危機5》是2009年3月5日在日本同時推出PlayStation 3及Xbox 360版本，北美版為2009年3月13日，Windows版在2009年9月17日在日本推出。生化危機5是首度支援連線雙人合作過關的正篇故事，而傭兵模式中還支援分屏的形式供2位玩家協力挑戰。三上真司不负责本作，表示自己并不会去玩该游戏，并称其剧本为“一个失败的创作”。
生化危機 啟示
《生化危機 啟示》是針對任天堂3DS平台所開發的全新新作，是正統的《生化危機》系列作品。而本作是生化危機系列中，首度3D化的作品，也是回歸系列作品原點風格的作品。其開發引擎為「MT FRAMEWORK Mobile」，可發揮3DS的硬體效能，達到家用機畫面的表現。後來以高畫質移植到PlayStation 3、 Xbox 360、 Wii U、Windows平台，在2013年5月21日發售。

### 重製版與復刻版
| 中文名稱           | 日文標題 | 英文標題 | 年份   | 原始平台                              | 移植平台                            |
| ------------------ | -------- | -------- | ------ | ------------------------------------- | ----------------------------------- |
| 生化危機（重製版） |          |          | 2002年 | NGC                                   | Wii                                 |
| 生化危機4 終極HD版 |          |          | 2014年 | Windows                               | PS4、Xbox One、Switch               |
| 生化危機 HD復刻版  |          |          | 2014年 | PS3、Xbox 360                         | PS4、Xbox One、Windows、Switch      |
| 生化危機0 HD復刻版 |          |          | 2016年 | PS3、Xbox 360、PS4、Xbox One、Windows | Switch                              |
| 生化危機2 重製版   |          |          | 2019年 | PS4、Xbox One、Windows                | PS5、Xbox Series X/S、Switch(Cloud) |
| 生化危機3 重製版   |          |          | 2020年 | PS4、Xbox One、Windows                | PS5、Xbox Series X/S、Switch(Cloud) |
| 生化危機4 重製版   |          |          | 2023年 | PS4、PS5、Xbox Series X/S、 Windows   | macOS、iOS                          |

### 外傳及衍生作品
| 中文名稱                    | 日文標題 | 英文標題 | 年份   | 原始平台               | 移植平台 |
| --------------------------- | -------- | -------- | ------ | ---------------------- | -------- |
| 生化危机 枪下游魂           |          |          | 2000年 | PS                     | Windows  |
| 槍下遊魂2 生化危機 聖女密碼 |          |          | 2001年 | 大型電玩               | PS2      |
| 生化危机 外传               |          |          | 2001年 | GBC                    | 無       |
| 槍下遊魂4 生化危機 英雄不死 |          |          | 2003年 | PS2                    | 無       |
| 生化危機 逃出生天           |          |          | 2003年 | PS2                    | 無       |
| 生化危機 逃出生天 File2     |          |          | 2004年 | PS2                    | 無       |
| 生化危機 安布雷拉編年史     |          |          | 2007年 | Wii                    | PS3      |
| 生化危機 黑暗面編年史       |          |          | 2009年 | Wii                    | PS3      |
| 生化危機 傭兵 VS.           |          |          | 2011年 | iPhone、iPad           | 無       |
| 生化危機 傭兵 3D            |          |          | 2011年 | 3DS                    | 無       |
| 生化危机 浣熊市行动         |          |          | 2012年 | PS3、Xbox 360、Windows | 無       |
| 惡靈古堡 保護傘軍團         |          |          | 2016年 | PS4、Windows           | 無       |

- 註：《槍下遊魂3》是以《恐龍危機》為題材的遊戲，所以不包含在生化危機系列之中。

惡靈古堡 保護傘編年史
《惡靈古堡 保護傘編年史》是一款在Wii平台推出的第一人稱射擊遊戲，於2007年11月15日發售。故事主要以零代、一代以及三代為藍本，遊戲將會拼湊關於保護傘公司（Umbrella）的故事，解開隱藏其後的謎題。後來與《惡靈古堡 黑暗面編年史》以高畫質移植到PlayStation 3平台，在2012年6月28日發售。
生化危機 黑暗面編年史
《生化危機 黑暗面編年史》是延續《生化危機 安佈雷拉編年史》的一款Wii平台第一人稱射擊遊戲，於2010年1月14日發售。故事基礎以生化危機系列的歷史劇情和《黑暗面編年史》的獨創劇情為主。主要是補完二代和聖女密碼的故事。後來與《生化危機 安佈雷拉編年史》以高畫質移植到PlayStation 3平台，在2012年6月28日發售。
生化危機 傭兵 3D
《生化危機 傭兵 3D》以系列作品的「傭兵模式」為主軸，玩家將操作系列登場角色，在改編自《生化危機4》與《生化危機5》的關卡中，盡可能在時間限制內打倒最多的敵人或達成目標來獲得高分。另外還支援以無線通信和Wi-Fi通信進行雙人合作。遊戲操作方式承襲既有傭兵模式加以改良，包括可以邊移動邊射擊以及額外的觸控螢幕功能。本作所使用的引擎同為「MT Framework Mobile」。此外，本作包含了《生化危機 啟示》的體驗版本。

## 改編作品

### 電影

#### 原系列
- （2002年）
- 《生化危机2：启示录》（2004年）
- 《生化危机3：灭绝》（2007年）
- 《生化危機4：陰陽界》（2010年）
- 《生化危机：惩罚》（2012年）
- 《惡靈古堡：最終章》（2017年）

#### 重啟
- 《惡靈古堡首部曲：拉昆市》（2021年）

### 電視劇
2019年1月，Netflix宣佈基於生化危機系列開發衍生電視劇。2020年8月，Netflix整季預訂該電視劇，共8集。安德魯·達布擔當節目統籌，布朗溫·休斯執導前兩集。
- 《生化危機 (電視劇)》（2022）（Netflix）[12]

### 動畫電影
- 《生化危機：惡化》（バイオハザード ディジェネレーション）（2008年）
- 《生化危机：诅咒》（バイオハザード ダムネーション）（2012年）
- 《生化危机：血仇》（バイオハザード ヴェンデッタ）（2017年）
- 《惡靈古堡：死亡島》（バイオハザード デスアイランド）（2023年）

### 動畫影集
- 《生化危機：無盡黑暗》（2021年）（Netflix）

### 漫畫
- 《生化危機之馬爾哈維的慾望》

卡普空正式授權所推出的漫畫，作者為芹澤直樹，自2012年3月8日起於《週刊少年Champion》上連載。劇情發展設定在5代及6代之間，講述C病毒在新加坡一間封閉式的學院內的爆發以及一場陰謀。
- 《生化危機 天堂島（日语：バイオハザード〜ヘヴンリーアイランド〜）》

芹澤直樹於2015年在《週刊少年Champion》上發表的漫畫。劇情發展設定在《啟示2》之後，講述克蕾兒·雷德菲爾為了調查小島上的神秘選秀活動的黑幕，來到了索尼卡島時發生的故事。

### 舞台劇
- 《Musical Biohazard ~Voice of Gaia~ 》（ミュージカル バイオハザード 〜ヴォイス・オブ・ガイア〜）（2016年）[13]

## 外部連結
- （日語）生化危機系列官方網站 （页面存档备份，存于）
- （英文）生化危機系列官方網站 （页面存档备份，存于）